# Массовая многопользовательская ролевая онлайн-игра
Массовая многопользовательская ролевая онлайн-игра или ММОРПГ (англ. massively multiplayer online role-playing game, MMORPG) — компьютерная игра, в которой жанр ролевых игр совмещается с жанром массовых онлайн-игр. MMORPG могут быть представлены в том числе и в браузерном виде, однако основной чертой жанра является взаимодействие большого числа игроков в рамках виртуального мира.
Как и в любой другой ролевой игре, игрок принимает на себя роль персонажа (часто принадлежащего к фэнтезийному или научно-фантастическому миру) и начинает управлять многообразием его действий. MMORPG отличаются от однопользовательских или небольших мультиплеерных онлайн-игр не только количеством игроков, но и постоянно существующим игровым миром (который обычно поддерживается силами издателя игры), существующим вне зависимости от выхода из него отдельного игрока.
В MMORPG играют по всему миру. Доходы мировой индустрии MMORPG в 2005 году превысили 500 млн долларов США, тогда как доходы западных издателей в 2006 году превысили 1 млрд долларов. К 2008 году плата за подписку западных игроков выросла до 1,4 млрд долларов. В World of Warcraft, популярной MMORPG, в ноябре 2014 года было более 10 млн игроков. После запуска в 2011 году Star Wars: The Old Republic была объявлена «самой стремительно развивающейся MMORPG в истории» из-за того, что в течение 3 дней к ней было привлечено внимание более 1 млн игроков.

## Общие черты
Современные MMORPG весьма существенно отличаются от своих ранних представителей, однако их все объединяет ряд основополагающих черт. К таковым возможно отнести постоянно существующее игровое окружение, разные формы развития персонажа, социальные игровые взаимодействия, культуру игрового мира, особенности архитектуры, членство в группе, персонализацию игровых персонажей.

### Тематика
Большинство современных MMORPG основаны на тематике традиционного фэнтези, при этом их игровая вселенная часто может перекликаться с вселенной Dungeons & Dragons. Существуют и гибридные тематики, в которых определённые аспекты фэнтези сливаются или заменяются таковыми из миров научной фантастики, «меча и магии» или криминальных романов. Также MMORPG могут заимствовать материал для вселенной из американских комиксов, оккультизма и других жанров. В играх эти аспекты часто переосмыслены и представлены в виде таких типовых заданий и ситуаций как квесты, монстры и добыча игрока.

### Развитие
Практически во всех компьютерных играх основной целью игрока является развитие своего персонажа. Для этого почти всегда применяется система развития посредством накопления очков опыта и использования их для увеличения «уровня» персонажа, что положительно отражается на всех его способностях. Традиционно основным путём для получения очков опыта является охота на монстров и выполнение квестов от NPC. Участвовать в этих действиях персонажи могут как в группе, так и в одиночку. Накопление богатств (в том числе полезных в бою предметов) само по себе также является элементом развития в MMORPG и также, зачастую, наилучшим путём достигается в сражениях. Игровой цикл, задаваемый этими принципами (сражения, открывающие доступ к новым предметам, открывающим доступ к новым сражениям и т.д. без существенных изменений геймплея), иногда в отрицательном свете сравнивается с беговым колесом для грызунов, и известен среди игроков как гринд. Ролевая игра Progress Quest создана как пародия на такое положение. В EVE Online персонаж изучает умения в зависимости от реального времени, очки опыта в ней не являются мерой развития.
В некоторых MMORPG максимальный уровень персонажа не ограничен, что позволяет игрокам заниматься накоплением очков опыта бесконечно. В подобных MMORPG наиболее развитые персонажи часто прославляются на сайте соответствующей игры, их имена и параметры вносятся на страницы высших игровых достижений и т. п. Другой общей практикой является установка максимального уровня игрового персонажа, о котором часто говорят как о «потолке». После его достижения стратегия развития персонажа изменяется. Вместо награды в виде очков опыта, персонаж после выполнения заданий и прохождения подземелий будет получать игровую валюту или снаряжение, что позволяет сохранить мотивацию игрока на продолжение игры.
Часто с развитием перед персонажем становится доступным всё большее количество снаряжения, что позволяет придать ему более эстетичный вид, а также подчеркнуть достижения конкретного персонажа. Эти наборы оружия и брони, известные в игровой среде как «высокоуровневые», существенно добавляют конкурентоспособности персонажу как в типовых битвах с боссами, так и в сражениях между игроками. Мотивация игроков исходит из желания опередить других в обладании подобными предметами, которые являются определяющим фактором в успешности всех событий, связанных со сражениями.
Также типичной для жанра является возникающая потребность в объединении игроков в группы для обеспечения оптимальной скорости развития. Иногда это приводит к изменению приоритетов игрока, который начинает избегать некоторых событий реального мира, чтобы «успевать» за событиями мира виртуального. Хорошим примером в данном случае является необходимость обмена предметами для достижения некоторой цели или командные сражения против могущественных врагов.

### Социальное взаимодействие
MMORPG в обязательном порядке содержат те или иные способы для облегчения связи между игроками. Во многих MMORPG имеется система пользовательских гильдий или кланов. В случае, если игровой механикой таковых не предусмотрено, игроки могут самостоятельно формировать подобные объединения, используя в том числе внеигровые средства коммуникации. Как правило, такие сообщества взаимодействуют исключительно через интернет, но иногда используется и сотовая связь, обычно как "аварийный" способ срочного вызова соклановцев в онлайн. Также существуют игровые сообщества, организованные по территориальному принципу или основанные на не виртуальных социальных связях - друзья (иногда и родственники), соседи по общежитию, студенты некоторого учебного заведения и т.д.
В большинстве MMORPG для доступа к отдельным частям игры необходимо играть в достаточно хорошо сыгранном сообществе. В таких случаях каждый игрок должен выполнять отведённую ему роль, например, защищать других игроков от урона (так называемое «танкование»), «исцелять» полученный урон членами команды или наносить урон врагам.
Как правило, в MMORPG присутствуют Модераторы Игры (англ. Game Moderators) или Мастера Игры (англ. Gamemaster), часто называемые игроками «ГМы» (гэ-эмы, англ. GMs). Они могут быть как работниками издателя игры, так и добровольцами, задачей которых является надзор за игровым миром. Некоторые «ГМы» при этом могут иметь доступ к инструментам и информации, не предназначенной и недоступной для других игроков и ролей. Отношения, возникающие между игроками в MMORPG, могут быть такими же крепкими как отношения между друзьями или партнёрами в реальной жизни, частью которых часто становятся элементы сотрудничества и доверия между игроками.

### Ролевая игра
В большинстве MMORPG игроку предлагаются на выбор различные типы игровых классов. Среди всех игроков лишь небольшая часть практикует отыгрывание роли своего персонажа, и, как правило, в игре для этого имеются необходимые функции и контент. Для поддержки любителей ролевого стиля игры существуют созданные сообществом игроков такие ресурсы как форумы и справочники.
Например, если игрок хочет отыгрывать роль священника, он может приобрести в игровом мире капу, изучить персонажем подобающие священнику умения, а также копировать манеру разговора, поведения и взаимодействия с другими реальных священников. При этом игрок может преследовать или не преследовать достижение богатства или опыта. Нацеленные на ролевую игру гильдии могут создавать длинные подробные описания, основываясь на сеттинге и ресурсах игрового мира.

### Культура
По прошествии времени некогда единое сообщество любителей MMOPRG раскололось на субкультуры со своим сленгом и фигурами речи, а также негласными списками социальных правил и табу. Игроки часто жалуются на «гринд» или рассуждают о «баффах» и «нерфах» (усиление или ослабление определённых элементов игровой механики соответственно). Отдельные социальные правила распространяются на вступление игрока в путешествующую группу, правильный раздел добычи, а также на ожидаемое поведение игрока в составе группы.
В различных игровых СМИ ведутся дискуссии о долговременном влиянии злоупотребления играми. Форумы некоммерческой организации On-Line Gamers Anonymous полны рассказов об игроках, отказавшихся от социальных и семейных обязанностей, потерявших работу во благо своей «виртуальной жизни».

### Особенности архитектуры
Большинство современных MMORPG используют сетевую архитектуру клиент-сервер. На сервере поддерживается постоянно существующий виртуальный мир, а игроки могут к нему подключаться через клиентские программы. Через клиентскую программу игрок может получить доступ либо ко всему игровому миру без ограничений, либо только к базовой части игры, тогда как для доступа некоторым областям из «расширений» игры может требоваться дополнительная оплата этого контента. Примеры игр, использующих вторую модель — EverQuest и Guild Wars. Обычно игроки должны однократно приобрести клиентскую программу, однако нарастающей тенденцией для MMORPG является использование такого заранее доступного «тонкого клиента» как браузер.
Для игры в некоторые MMORPG необходимо покупать месячную подписку. По своему определению, действие всех «массовых многопользовательских» игр происходит онлайн, и для их существования требуется постоянный доход в какой-то форме (продажа месячной подписки или демонстрация пользователям рекламных материалов) для поддержки и дальнейшей разработки. Такие игры как Guild Wars не используют систему месячной подписки, вместо этого пользователь должен приобретать не только саму игру, но последующие расширения для неё. Другой моделью оплаты является система микроплатежей, при этом основной контент игры предоставляется бесплатно, а игрокам предлагается приобрести необязательные дополнения как, например, снаряжение персонажа, декоративные предметы, животные. Игры, основанные на данной модели, зачастую разработаны в Корее, например, FlyFF или MapleStory. Эту бизнес-модель также называют pay for perks (рус. «плати за преимущества») или freemium, а сами игры, работающие по такой модели, продвигаются и описываются как free-to-play (рус. «играй бесплатно»).
В зависимости от числа игроков и особенностей архитектуры, MMORPG могут работать на многочисленных серверах, каждый из которых представляет отдельный независимый игровой мир, при этом игроки, находящиеся на разных серверах, не могут взаимодействовать друг с другом. Ярким примером здесь является World of Warcraft, в котором каждый сервер может вмещать несколько тысяч игровых персонажей. Как правило, в MMORPG количество персонажей, одновременно присутствующих в игровом мире, ограничено несколькими тысячами. Хорошим примером обратной концепции является EVE Online, где сервер способен вмещать несколько десятков тысяч игроков время от времени (более 60 тысяч в июне 2010). В некоторых играх однажды созданный персонаж может свободно перемещаться между мирами, но в каждый момент времени он может присутствовать только на одном сервере (например, Seal Online: Evolution), в других играх персонаж может находиться лишь в том мире, где был создан. В World of Warcraft имеются элементы PvP-взаимодействия «между королевствами» (то есть между серверами) на специальных полях боя, для чего используются серверные кластеры и «боевые группы» для помощи и координации игроков, желающих участвовать в таком структурированном PvP-контенте как, например, поля боя Warsong Gulch или Alterac Valley. Дополнительно в патче 3.3, вышедшем 8 декабря 2009 года, введена межсерверная система «поиска группы», которая помогает игрокам создать группу для доступа к контенту инстансов (то есть к недоступным в открытом мире квестам) из бо́льшего числа игроков, чем может предложить «домашний» сервер персонажа. В последующем взаимодействие персонажей разных серверов вышло за рамки инстансов и PvP-контента, и в настоящее время игроки разных серверов могут пересекаться во многих точках игрового мира.

## История
Авторство термина «MMORPG» приписывается Ричарду Гэрриоту, автору игры Ultima Online, которому он был нужен для описания MMORPG и выстраиваемых вокруг них социальных сообществ. Его авторство подтверждается несколькими авторами, а сам термин датируется 1997 годом. До появления этого и подобных неологизмов подобные игры обычно назывались «графическими MUD», а история непосредственно жанра MMORPG прослеживается вплоть до игр жанра MUD. Таким образом, некоторые ключевые элементы жанра MMORPG можно найти в таких ранних многопользовательских мирах как Maze War (1974) и MUD1 (1978). В 1985 году для CompuServe вышла игра-рогалик Island of Kesmai в жанре MUD, а также графический MUD Habitat от Lucasfilm. Первая полностью графическая многопользовательская RPG - Neverwinter Nights - распространялась через AOL с 1991 года c личного одобрения президента AOL Стива Кейза (Steve Case). Другим ранним примером многопользовательских RPG являются три игры для The Sierra Network: The Shadow of Yserbius (1992), The Fates of Twinion (1993) и The Ruins of Cawdor (1995).
Важным событием для жанра стало снятие ограничений на коммерческое использование NSFNet в 1995 году, что открыло перед разработчиками широкие просторы интернета, благодаря чему смогли появиться первые действительно ориентированные на массовость игры. Согласно современным представлениям, первой собственно MMORPG стала игра Meridian 59 (1996), основными инновациями которой стали масштабность и трехмерный графический вид «от первого лица». Практически одновременно с ней вышла игра The Realm Online. Ultima Online (1997) считается первой MMORPG, привлекшей значительное внимание к жанру, однако среди западной аудитории большую популярность снискали EverQuest (1999) и Asheron’s Call (1999), а среди корейской — Nexus: The Kingdom of the Winds (1996).
Благодаря финансовым успехам ранних MMORPG, в жанре установилась и поддерживается высокая конкуренция. Сейчас игры жанра MMORPG доступны в том числе и на игровые приставках, повысилось и качество геймплея. На современном рынке установилось доминирующее положение World of Warcraft от Blizzard Entertainment, являющейся крупнейшей MMORPG. За ней следуют Final Fantasy XIV и Guild Wars 2, а далее следуют разнообразные MMORPG, распространяемые по системе free-to-play и поддерживаемые за счет рекламы и продажи игровых предметов. Система free-to-play широко распространена среди южнокорейских игр, например, MapleStory, Rohan: Blood Feud и Atlantica Online. Также существуют такие вариации free-to-play, когда сама игра предлагается бесплатно, а оплачивается только необязательная месячная подписка на дополнительные функции, например, в RuneScape и Tibia. Исключениями являются Guild Wars и её последователь Guild Wars 2. Для доступа к этим играм не требуется покупать ничего сверх первоначального платежа, что сделано для повышения конкурентоспособности на фоне игр с другими системами оплаты.

## Психология
Несмотря на то, что игровые вселенные виртуальны, отношения между людьми в них вполне реальные, поэтому MMORPG являются хорошим инструментом для психологических и социологических исследований. Клинический психолог Шерри Теркл (Sherry Turkle) провела опросы пользователей компьютеров, включая любителей компьютерных игр. Она обнаружила, что многие из этих людей обладают более широкой эмоциональной сферой, поскольку исследовали множество разных ролей (включая половую идентичность), которые предлагаются во многих MMORPG.
Ник Йи (Nick Yee) за несколько лет опросил более 35 тысяч игроков MMORPG, концентрируясь на психологических и социологических аспектах игр. Последние данные показывают, что около 15 % игроков время от времени могут становиться лидерами гильдий, но большинство оценивает эту роль как тяжёлую и неблагодарную. Эти игроки, будучи в роли лидера, проводили значительную часть своего времени, отведённого на игру, выполняя задачи, не относящиеся напрямую к игре, но являющиеся частью метагейминга.
Многие игроки отметили, что во время игры в MMORPG испытывают очень сильные эмоции, так, среди игроков по статистике около 8,7 % мужчин и 23,2 % женщин осуществляли игровое бракосочетание. Другие исследователи обнаружили, что удовольствие от игры зависит от её социальной проработанности: от редких стычек между игроками до высокоорганизованной игры в структурированных группах.
В своей работе Захир Хуссейн (Zaheer Hussain) и Марк Гриффитс (Mark Griffiths) отмечают, что примерно одна пятая игроков (21 %) ответили, что предпочитают онлайновые социальные отношения реальным. Значительно большее количество игроков-мужчин, чем женщин, ответило, что считают общение в сети более простым, чем в реальности. Более 57 % игроков играют персонажами противоположного пола, отмечая, что персонаж женского пола имеет ряд положительных социальных черт.
Ричард Бартл (Richard Bartle), автор известной работы Designing Virtual Worlds (рус. разработка виртуальных миров), разделяет игроков многопользовательских RPG на четыре основных психологических типа. Его классификация была расширена Эрвином Адресеном (Erwin Andreasen), который развил эту концепцию в тридцать вопросов теста Бартла, используемый для помощи в определении категории, к которой относится игрок. По состоянию на 2011 год опрошено более 600 тысяч человек, что, вероятно, делает этот тест одним из крупнейших из продолжающихся в настоящее время. Основываясь на исследованиях Йи и Бартла, Джон Радофф (Jon Radoff) опубликовал новую модель мотивации игроков, построенную вокруг увлечения, конкуренции и достижения. Эти особенности имеются не только в MMORPG, но и во многих других играх, формируя т. н. «поле игрофикации».
Ошибка в World of Warcraft, известная как Чума порченой крови, привлекла внимание многих психологов и эпидемиологов Северной Америки. Ошибка заключалась в том, что монстр накладывал на персонажа дебафф «Порченная кровь», который затем начинал непреднамеренно и бесконтрольно распространяться по всему игровому миру. Центры по контролю и профилактике заболеваний использовали данный случай для составления как графиков распространения заболевания, так и для определения возможной реакции широких слоев населения на распространение масштабной эпидемии.
«Это показывает, что у игроков есть тенденция жить в этом мире и принимать все происходящие события за чистую монету».

## Экономика
Во многих MMORPG существует развивающаяся экономика. Виртуальные предметы и валюта накапливаются по ходу игры и имеют для игроков вполне определённую ценность. Возможно исследование такой виртуальной экономики, анализируя журнал серверной части программного обеспечения игры, что имеет ценность в исследованиях по экономике. Более важным является то, что виртуальные экономики могут оказывать влияние на экономику реальную. Ряд крупных консалтинговых компаний используют  многопользовательские экономические игры, такие как Second Life и Виртономика, для анализа поведенческих паттернов их виртуальных рынков с целью моделирования и прогнозирования сценариев поведения реальных потребительских и финансовых рынков.
Одним из первых исследователей этого явления стал Эдвард Кастронова, который показал, что в виртуальных экономиках существует рынок спроса и предложения, который пересекается с таковым в реальном мире. Для существования этого пересечения игра должна предоставлять следующие возможности:
- продажа товаров с использованием игровой (то есть виртуальной) валюты;
- прямой обмен товарами соразмерной стоимости;
- продажа игровых товаров за валюты реального мира;
- обмен валют реального мира на игровую валюту;
- введение таких вспомогательных квази-валют как Dragon kill points[англ.] для распределения игровых наград и трофеев[32].

Идея оценки игровых предметов валютами реального мира оказала сильнейшее влияние на игроков, игровую индустрию и даже судебную систему. Один из пионеров продажи виртуальной валюты, IGE, получила судебный иск от игрока World of Warcraft за внедрение в игровую экономику ввиду намерения использования игры для продажи игрового золота. В своей первой работе Кастранова отмечает существование рынка (возможно, незаконного) высоколиквидных игровых валют, причём в то время цена валюты игры Everquest превосходила рыночный курс японской иены. Некоторые люди зарабатывают себе на жизнь, эксплуатируя виртуальные экономики. Эти люди обычно связаны с фармерами и могут быть заняты в соответствующих полулегальных организациях.
Как правило, издатели официально запрещают обмен игровых ценностей на деньги реального мира, хотя существуют игры, в которых идеи таких обменов (с получением издателем прибыли) широко пропагандируются. Например, в играх Second Life и Entropia Universe имеется непосредственная связь между реальной и игровой экономиками. Это означает, что игровая валюта может свободно обмениваться на реальную и наоборот. Так, предметы реального мира могут быть проданы за валюту Entropia Universe; также известен случай, когда игрок Second Life заработал в виртуальном мире вполне реальные 100 000 долларов США.
Однако у виртуальных экономик имеется ряд проблем, самые острые из которых:
- использование ботов или других средств автоматизации, помогающих игроку в накоплении богатства, что создает неблагоприятные условия для других игроков[38];
- использование нелегальных аукционных сайтов, что ведёт к попыткам прекратить их деятельность со стороны издателей через запрет на недобросовестное использование элементов чужой интеллектуальной собственности[39];
- появление виртуальной преступности[англ.], которая может принимать форму мошенничества в отношении игроков или издателя онлайн игры и даже приводить к проявлению жестокости в реальной жизни[40].

Однако слияние реальной и игровой экономик редко происходит в MMORPG, поскольку считается, что это пагубно влияет на геймплей. Если богатства реального мира позволяют обрести больше и быстрее, чем умелая игра, это приводит к снижению интереса к сложной ролевой игре и уменьшению «погружения» пользователей в игру. Это также приводит к несправедливой игровой иерархии, когда более богатые в реальной жизни игроки получают лучше игровые предметы, что позволяет им превосходить более сильных конкурентов и быстрее получать уровни, чем другие — менее обеспеченные, но более преданные — игроки.

## Разработка
Уже в 2003 году стоимость разработки конкурентоспособной коммерческой MMORPG часто превышала 10 млн долларов США. Эти игры требуют привлечения разработчиков разных специальностей, например, художников, 3D моделистов, разработчиков клиент-серверной подсистемы, специалистов по базам данных и по сетевой инфраструктуре.
Внешние интерфейсы (то есть клиентская программа) современных коммерческих MMORPG используют трехмерную графику. Как и в случае с другими современными трехмерными играми, внешний интерфейс требует опыта в применении трехмерных движков, искусного применения шейдеров в реальном времени и симуляции физики. Концепция графического контента (зоны, существа, персонажи, оружие и т. д.) игры прорабатывается художниками в традиционных двумерных эскизах, после чего она переносится в анимированные трехмерные сцены, модели и карты текстур.
При разработке MMORPG необходимы специалисты в областях клиент-серверной архитектуры, сетевых протоколов и безопасности, баз данных. В MMORPG должны быть включены надёжные системы поддержки критически важных функций. Сервер должен быть способен принять и проверить несколько тысяч подключений, не допускать читерства и поддерживать внесение изменений в игру (исправление багов и добавление контента). Также важную роль играет система сохранения данных игры через заданные промежутки времени без приостановки игрового процесса.
Поддержка игры требует наличие достаточного парка серверов, пропускной способности интернет-соединения, а также специального технического персонала. Нехватка ресурсов ведёт к лагам и разочарованию пользователей, что может негативно сказаться на репутации игры, что особенно критично в период запуска. Также персоналу следует отслеживать заполняемость серверов, поддерживая её в приемлемом для геймплея диапазоне посредством увеличения или сокращения количества игровых серверов. Теоретически при использовании в MMORPG технологии peer-to-peer возможно дёшево и эффективно регулировать загрузку серверов, но встречающиеся на практике проблемы (асимметричная скорость соединения, ресурсоемкие игровые движки, ненадёжность отдельных узлов, неотъемлемые проблемы с безопасностью, открывающие широкие возможности для читеров) делают их внедрение крайне затруднительным. В инфраструктуру хоста коммерческой MMORPG могут входить сотни (и даже тысячи) серверов. Создание приемлемой финансово инфраструктуры для онлайн игры требует минимума вложений в оборудование и сети, которые смогут обслуживать большое количество игроков.
Кроме того, создатели онлайн игры должны быть специалистами в таких основополагающих областях, как создание мира, мифологии, игровой механики и других игровых особенностях, приносящих пользователям удовольствие.

### Независимая разработка
Несмотря на то, что основная часть всех MMORPG разработана компаниями, небольшие коллективы или отдельные авторы также вносят свой вклад в развитие жанра. Как отмечено выше, для разработки необходимо инвестировать значительные средства и затратить на работу много времени, а поддержка игр является долгосрочной обязанностью. В результате разработка независимой (или «инди») MMORPG не такая обыденная, относительно игр других жанров. Тем не менее существует значительное число независимых MMORPG, выполненных в разных жанрах, предлагающих разные типы геймплея и системы оплаты.
Некоторые независимые MMORPG полностью следуют принципам открытого ПО, в других используется проприетарный контент и открытые игровые движки. Вокруг проекта WorldForge, открытого в 1998 году, сформировалось сообщество независимых разработчиков, нацеленных на создание системной основы для некоторого количества открытых MMORPG. Также компания Multiverse Network разрабатывает сетевую платформу с учётом особенностей независимых MMOG.

## Тенденции
Ввиду существования большого числа значительно отличающихся MMORPG, а также бурного развития жанра, достаточно сложно определить преобладающие общие тенденции. Тем не менее, вполне очевидны некоторые наработки. В качестве одной из таких можно назвать выполнение заданий рейдовой группой (или просто — «рейд»), что является квестом, разработанным для больших групп игроков (часто от двадцати и более).

### Выделенные зоны по требованию
Выделенные зоны по требованию (англ. instance dungeon, сленг «инстансы») — игровые области, «скопированные» по требованию отдельных игроков или групп, в которых невозможно игровое взаимодействие с остальным игровым миром. Это снижает уровень игровой конкуренции, а также уменьшает объёмы пересылаемых через сеть данных, что снижает лаг. Первой игрой, где появилось некоторое подобие подобных зон, стала The Realm Online. В Anarchy Online эта технология получила существенное развитие, став одним из ключевых элементов геймплея. Начиная с этой игры, выделенные зоны в MMORPG стали обычным явлением. В упомянутых выше «рейдах» часто применяется данная технология. Примерами игр, использующих выделенные зоны, являются World of Warcraft, Властелин Колец Онлайн, EverQuest, EverQuest II, Aion, Guild Wars, RuneScape, Star Trek Online и DC Universe Online.

### Пользовательский контент
Возрастающее количество пользовательского контента, вероятно, является новой тенденцией в жанре.

### Лицензирование
Лицензирование прав на использование интеллектуальной собственности, являющееся широко распространённым в индустрии компьютерных игр, также используется и в MMORPG. Так, в 2007 году вышла игра Властелин Колец Онлайн, основанная на мире Средиземья Джона Р. Р. Толкина. Среди других игр, выпущенных по лицензии, есть такие как The Matrix Online (основана на одноимённой кинотрилогии), Warhammer Online (основана на настольной игре от Games Workshop), Star Wars Galaxies, Star Wars: The Old Republic, Champions Online и Age of Conan.
В дополнение к этому, существует ряд MMORPG, основанных на лицензиях телевизионных продуктов, например, Star Trek Online и отменённая Stargate Worlds.

### MMORPG для игровых приставок
Первой MMORPG, разработанной специально для игровой приставки, стала Phantasy Star Online для Sega Dreamcast. Первой MMORPG для игровых приставок с открытым миром стала Final Fantasy XI для PlayStation 2. Игра EverQuest Online Adventures для PlayStation 2 стала первой MMORPG для игровых приставок, вышедшая в США. Поскольку считается, что разработка MMORPG для игровой приставки сопряжена с повышенной сложностью, каждый такой проект привлекает повышенное внимание.

### Браузерные MMORPG
Первой браузерной MMORPG была игра Tale, открытая в 1999 году. Задумывалась игра, как новый вид MUD, работающий в браузере и более удобный для игрока. Игра Tale положила начало развитию определённого жанра браузерных игр (где игра совмещена с чатом) от которого пошли такие известные игры, как «Бойцовский клуб» и его множественные клоны. Особого внимания заслуживает тот факт, что основной упор геймплея в Tale сделан на путешествиях по огромному миру и сражениям PvE, в то время как весь «Бойцовский клуб» построен на боях PvP. Поэтому называть эти игры похожими нельзя, хотя их объединяет схожий на первый взгляд внешний вид. И все же, когда вы слышите слово «браузерка», зачастую имеются в виду именно эти игры. Сначала такие браузерные игры были полностью бесплатными, но впоследствии стали использовать модель Free-to-play.
С обретением широкой популярности социальных сетей, таких как Facebook, появилась вторая волна браузерных MMORPG, основанных на технологиях Adobe Flash и HTML5. Начало этой второй волны положили уже известные на тот момент браузерные игры, которые интегрировались в социальные сети, чтобы привлечь новых игроков.

### MMORPG для смартфонов
В 2007 году, когда смартфоны и магазины приложений появились на рынке, игры претерпели ещё одну стремительную эволюцию. Она изменила не только то, как люди играют в игры, но также сделала игровую индустрию главным направлением поп-культуры. 
В 2008 году российские разработчики первыми создали полноценную MMORPG Warspear Online для смартфонов под управлением Symbian и Windows Mobile. Тогда эти операционные системы были ведущими и занимали соответственно 65 % и 12 % рынка. Игра является примером классической кроссплатформенной MMORPG в стиле фэнтези с пиксельной графикой и сейчас портирована на все популярные платформы: Android, iOS, Windows Phone, Windows и Linux. 
Следующей попыткой выхода на смартфоны с MMORPG была китайская Anrufen Online. Её первый релиз на Symbian состоялся в 2009 году.
Быстрое развитие мобильных технологий за последнее десятилетие привели к взрывному росту рынка мобильных игр. Например, в 2017 году в Google Play представлено 250+ игр в жанре MMORPG: с 2D и 3D графикой, различными особенностями геймплея, в фантастическом и фэнтезийном стиле. Однако игр с классическим геймплеем и следующих канонам жанра, сформированными такими играми, как Ultima Online и World of Warcraft, по-прежнему сравнительно немного.

### AMMORPG
Название расшифровывается как «экшн-MMORPG» (англ. Action massively multiplayer online role-playing game). В таком виде ролевых игр нужна быстрая скорость реакции, чтобы уклоняться от ударов врага.